# 야운 고개
야운 고개(독일어: Jaunpass 야운파스[*], 프랑스어: col de Bellegarde 콜데벨가르데[*])는 스위스 알프스의 해발 1,509m의 높은 산길로 프리부르주의 샤르메와 야운을 베른주의 라이덴바흐(볼티겐의 일부)와 연결한다. 고개 자체는 베른주 내에 있다.
통과 도로는 1878년에 완성되었다.